# Собор Святого Иосифа (Бухарест)
Собор Святого Иосифа (рум. Catedrala Sfântul Iosif) — католический собор в городе Бухарест, Румыния. Кафедральный собор архиепархии Бухареста, памятник архитектуры.

## История

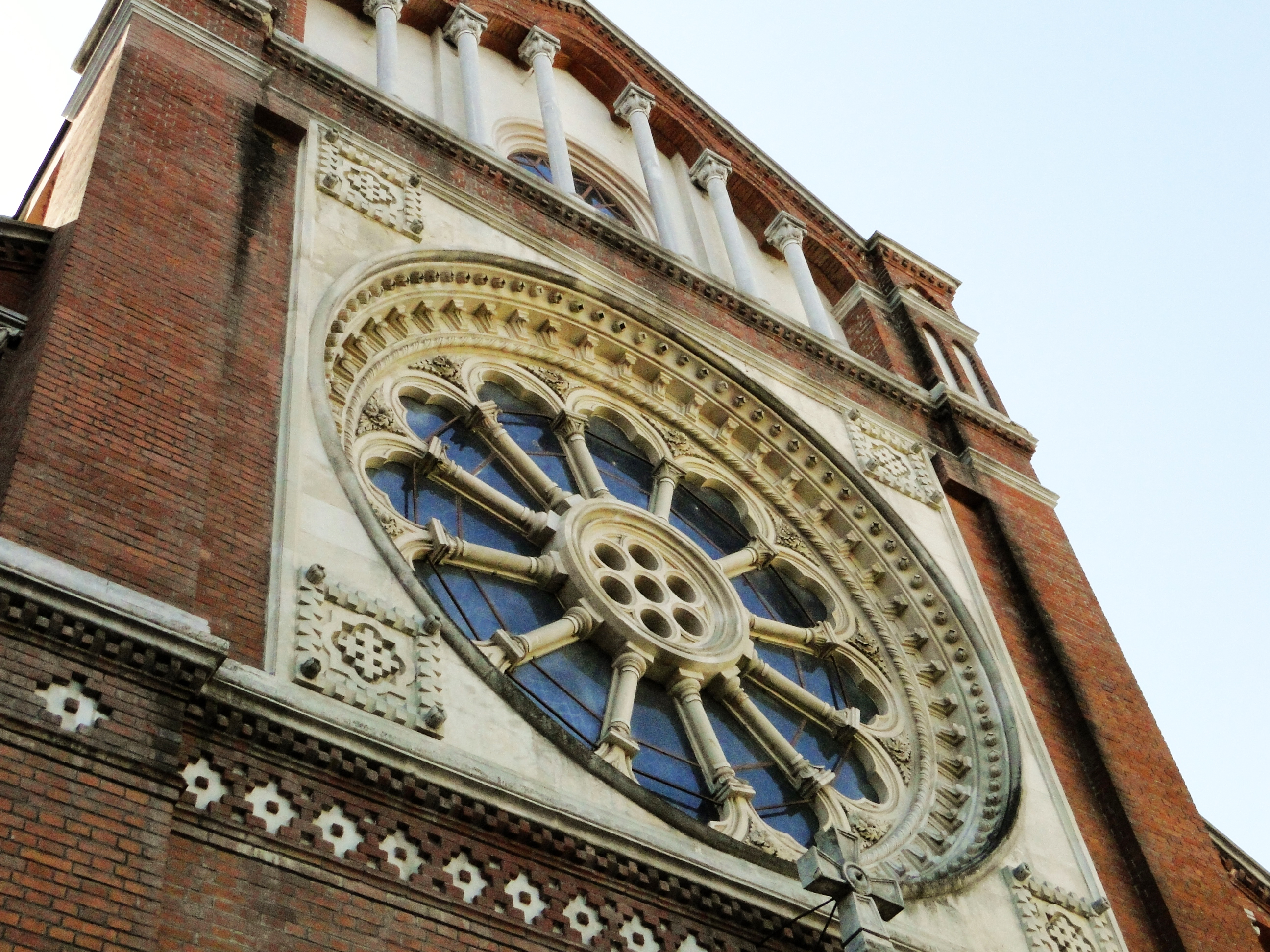
Окно-роза на фасаде

Собор построен в 1873—1884 годах по проекту венского архитектора Фридриха Шмидта. Храм выполнен в неороманском стиле с элементами неоготики. Имеет размеры 40 на 22 метра.
Главным инициатором создания собора был епископ Никопола Игнацио Паоли. Средства на строительство собирались среди католиков Румынии, а также за рубежом, свой вклад сделали многие друзья и знакомые епископа Паоли. На период войны за независимость строительство храма прерывалось.
27 апреля 1883 года Святой Престол объявил о создании архиепархии Бухареста, после окончания строительства храм св. Иосифа стал её кафедральным собором, а Игнацио Паоли — первым архиепископом Бухареста. Строительные работы были завершены в 1884 году, освящение собора состоялось 15 февраля 1885 года.
В 1999 году собор с пасторским визитом посещал папа Иоанн Павел II. По данным на 2014 год число прихожан составляет около 1700 человек.

## Архитектура
В архитектуре фасада выделяется большое неоготическое окно-роза над главным входом.
Главный алтарь собора выполнен в Риме из белого каррарского мрамора. Оригинальные витражи погибли во время бомбардировки города в апреле 1944 года и после войны были заменены другими.
Орган собора — один из лучших в Румынии. Он построен в 1930 году в Тимишоаре и имеет три мануала, 3375 труб, 54 основных регистра и 36 дополнительных.
Собор несколько раз пострадал от частых в Бухаресте землетрясений, многократно реставрировался, последний раз в 1991 году.